# Ace of the Saddle
Ace of the Saddle is een Amerikaanse western uit 1919 onder regie van John Ford. De film is wellicht zoekgeraakt.

## Verhaal
Als veeboer Cheyenne Harry Henderson erachter komt dat veedieven zijn kudde stelen, licht hij de autoriteiten in. De sheriff speelt echter onder één hoedje met de boeven. Sheriff Faulkner van het nabijgelegen Pinkerton County heeft geen bevoegdheid om de veedieven aan te houden. Henderson wordt wel verliefd op diens dochter. Zij vraagt hem om geen wapens meer te gebruiken. Als de dieven terugkomen, blijft hij enkel in leven, omdat de dieven principieel geen mensen neerschieten. Ze vergiftigen wel zijn grondwater.

## Rolverdeling
| Acteur             | Personage                |
| ------------------ | ------------------------ |
| Harry Carey        | Cheyenne Harry Henderson |
| Joe Harris         | Sheriff                  |
| Duke R. Lee        | Sheriff Faulkner         |
| Peggy Pearce       | Madeline Faulkner        |
| Jack Walters       | Inky O'Day               |
| Vester Pegg        | Gokker                   |
| William Courtright | Winkelier                |
| Zoe Rae            | Kind                     |
| Howard Enstedt     | Kind                     |